# Carex callista
Carex callista är en halvgräsart som beskrevs av Ernest Nelmes. Carex callista ingår i släktet starrar, och familjen halvgräs.
Artens utbredningsområde är Burma. Inga underarter finns listade i Catalogue of Life.